# 春凪星花
春凪 星花（はるなぎ せいか、1997年10月2日 - ）は、日本のAV女優。プロダクションALIVE所属。

## 略歴・人物
千葉県出身。趣味・特技は読書、野球観戦（ベイスターズ）石川選手、牧選手のファン、アニメ、ゲーム、お酒。
2018年3月にLINXからデビューしたロリ系のAV女優。
2021年1月、アローズへ移籍に伴い星名咲良に改名。
2022年8月、ALIVEへ移籍に伴い春凪星花に改名。
若宮穂乃いわく「ナチュラル」。若宮のことは「ほにょすけ」と呼んでいる。

## 出演作品

### アダルトDVD
- 献身的で純真無垢なお姉ちゃんが弟の学費のために弟に内緒でAVデビュー（2月13日、本中）
- 顔出し解禁!! マジックミラー便 都内有数の名門大学に通う高学歴女子大生 乳首こねくりっ放し体験編 性感開発されて人生初の乳首イキを経験したインテリ女子大生はデカチンが欲しくてたまらない!! 挿入中もずーっと乳首イジリ!!（2月19日、ディープス）
- 有名コスプレイヤーとおじさんヲタク達のオフパコ映像（3月15日、ピーターズMAX）※「まりん」名義
- 全裸でディルドにまたがり自己PR SOD公開羞恥圧迫面接 新卒入社志望の就活女子が業務中の社内ド真ん中で初脱ぎ!オナニー!失禁!（3月21日、SODクリエイト）※「西川知明」名義
- 部活の厳しい練習にめげない可愛い教え子たちの恥ずかしそうなブルマ尻に興奮してフル勃起してしまった顧問のボク、女子生徒たちに大人チ○ポの気持ち良さをタップリと教え込んだ!（4月6日、h.m.p）
- 女子プロレスリング Vol.19（4月6日、FIGHTING MOVIES）
- バトル同門決戦シリーズ 女子相撲 7（4月6日、バトル）
- おじさんと私、まりん 制服姿でたっぷりイカされました（4月13日、宇宙企画）
- ディルド1本で大妄想 1人で発情しちゃうスケベ妻オナニー（4月19日、かぐや姫Pt）
- 【女子○生限定】 マジックミラー号 「下着メーカーのモニター調査」と称して生おっぱいをモミモミしながらインタビュー 清純そうな見た目からは想像もつかない超ドえろ発言連発! 敏感な美乳をもみほぐされて感度抜群女子○生が大人ち○ぽでイキまくり! 10人中10本番!（5月10日、SODクリエイト）※「りょうこ」名義
- この手コキなら何度でもイケる! 地味な顔してマ○コより気持ちいい手コキの申し子の超絶手コキテクニック（5月13日、無垢）※「まりん」名義
- デリヘルで呼んだ人妻が、感度良すぎて失禁しベットを汚したのでクレームつけたらやらせてくれたしかも生ハメ中出しまでwww 2（5月27日、グラフィティジャパン）
- 催眠素顔EX ヒプノエンスージアスト -または我々は如何にして彼女たちを選び撮影を実行するに至ったのか-（6月1日、催眠研究所別館）
- ゲーマーで腐女子な塾講師のおねえさん 普段はおしとやかだけどオタ話はハイテンション そして、チ○ポでぶっ壊れた（6月25日、ブロッコリー）
- 催眠人間 -王様と王女と私-（7月1日、催眠研究所別館）
- 性交 幼げな服を着る大人の彼女の胸で僕らはやさしく発狂する（8月1日、FAプロ）
- 催眠TV -次世代バラドル浅倉真凛-（9月1日、ヒプノシスラボ）
- くどいほど乳首殺し2 あとほんの少しペニスに刺激が与えられればイケるくらい快感は高まっているのに、決定的な刺激が与えられないまま長時間耐え続け…焦らされて焦らされて、僕はおかしくなった…（11月2日、OFFICE K’S）
- 剛毛生徒会長（11月23日、宇宙企画）

- 完全主観! 大好きな貴方とSEXを妄想しながらラブラブ♡バーチャルディルドオナニー（10月1日、OFFICE K’S）
- ネコとタチ レズビアン地獄道（10月1日、FAプロ）
- 生徒会長の座を狙うヤリマン女子校生の中出し肉弾選挙戦!!（12月27日、million）

2020年
- 肛門と尻肉に魅せられる（3月25日、1113工房）
- ニーハイ女子のチ○ポ踏みつけ足こき（4月25日、アロマ企画）
- 脳がとろけるほどの快感! 逆手オイルの亀頭性感マッサージ feat.フェイシャルベロリナーゼ（4月25日、アロマ企画）
- コスプレ・ストリップ・ダンス・ショー（4月25日、1113工房）
- センズリ用 シコシコしながらじっくり見れるおま○ことアナル 2（5月7日、アロマ企画）
- 剛毛・無毛制服美少女レズビアン ～ハレンチ恥ずかしドテくらべ～（5月13日、U&K）
- 女戦闘員Polymer（6月26日、GIGA）
- 「貴方ごめんなさい…」といいながらも遺影の前で何度もイカされてしまう未亡人 第2章（6月27日、グラフィティジャパン）
- アイドルの世界は忖度まみれ 嬉し恥ずかし地下アイドル撮影会（7月13日、アロマ企画）
- 四つん這いのお尻の穴の収縮とシワの本数までバッチリ分かるアナルひくひくオナニー（8月19日、アロマ企画）
- ザコ女軍団（8月28日、GIGA）
- 手を使わない顔面ピストンフェラチオ三連射（9月25日、SEX Agent）
- 乳首責めの達人による至極の焦らし射精テクニック（9月25日、SEX Agent）
- 悪女ヒロイン変装 女妖術使いキュービルvsシノビホワイト（9月25日、GIGA）
- 丸出しストリップ・ダンス・ショー始まるよ!（9月25日、1113工房）
- チビ喰い（12月1日、中嶋興業）
- とあるヲタクの活動記録 04（12月25日、CP田園）※オムニバス作品

- 《舌を出来るだけ深く突っ込むこと》が社則のアナル舐め株式会社 3（1月19日、アロマ企画）※オムニバス作品

- お姉さんの蒸れた足裏コッキング遊戯（5月1日、OFFICE K’S）※オムニバス作品

### VR
2018年
- うぶな新人女子社員6名6セックス特盛り 4研修VR250分スペシャル（5月4日、SODVR）※「西川知明」名義
- いもうと系素人制服女子と生中出し（5月30日、KMPVR）
- 時間停止VR 2 【画質改善+視点移動改良型】で婦人科の健康診断に潜入してイタズラ・中出しセックスできるVR（6月1日、ピーターズMAXVR）
- 長尺VR 男子がとても少ない僕の学校では女子の力が圧倒的。真面目な僕をパンチラ・胸チラで挑発し遊ぶ女子たちに思わず勃起! 意外に大きい僕のチ●ポを見た女子たちは興味津々で…（8月31日、TMAVR）
- VR OL日和（10月15日、ガン見隊）※オムニバス作品

2020年
- VR ぼくたちの青春 ノーモザイク（1月30日、ガン見隊）※オムニバス作品

2021年
- スカートの中に潜りたい（1月8日、1113工房VR）※オムニバス作品

## 出演

### テレビ
- 田村淳の地上波ではダメ!絶対! #50「春のダメ!絶対!だいうんどうかいSP!」（2018年5月31日、BSスカパー!）

## 雑誌
- ベストDVDスーパーライブ 2018年7月号（ブレインハウス） - インタビュー